# بیر مراد رایس
بیر مراد رایس (به عربی: بیر مراد رایس) یک شهرداری در الجزایر است که در استان الجزیره واقع شده‌است. بیر مراد رایس ۴۵٬۳۴۵ نفر جمعیت دارد.